# Parasquilla meridionalis
Parasquilla meridionalis is een bidsprinkhaankreeftensoort uit de familie van de Parasquillidae. De wetenschappelijke naam van de soort is voor het eerst geldig gepubliceerd in 1961 door Manning.